# برونو كولايس
برونو كولايس (بالفرنسية: Bruno Coulais) (13 يناير 1954 في باريس) هو ملحن فيلم فرنسي.

## حياته
ولد برونو كولايس في 13 يناير 1954 في باريس. والده من فوندي ووالدته من يهود العراق. بدأ تعليمه الموسيقي على آلة البيانو والكمان. كان في البداية يريد تكوينا في الموسيقى الكلاسيكية المعاصرة، لكنه قرر بعد ذلك أن يصبح ملحن أفلام. ألف برونو كولايس أول أعماله الموسيقية في سن السابعة عشر. في عام 1977 تلقى عرضا من فرانسوا رايشنباخ لتأليف موسيقى فيلم ميكسيكو ماجيكو. لكن أول تكليف كبير له جاء عام 1986 مع فيلم سر المرأة . رُشح لجائزة الأوسكار عن الموسيقى التصويرية التي ألفها لفيلم أطفال السيد ماتيو.
برونو كولايس متزوج وله من زوجته ولدين هما هوغو ولويس.

## فهرس الأفلام
- عودة كازانوفا

## الجوائز والترشيحات
جائزة الأوسكار
- 2005: ترشيحه لتأليفه أحسن موسيقى تصويرية لفيلم أطفال السيد ماتيو.

جائزة سيزر
- 1997: أحسن موسيقى تصويرية عن فيلم شعب الأعشاب.
- 2000: أحسن موسيقى تصويرية عن فيلم طفولة زعيم القوافل.
- 2002: أحسن موسيقى تصويرية عن فيلم سر الطيور المهاجرة.
- 2005: أحسن موسيقى تصويرية عن فيلم أطفال السيد ماتيو.

جائزة بافتا السنيمائية
- 2005: ترشيحه لتأليفه أحسن موسيقى تصويرية لفيلم أطفال السيد ماتيو.

جائزة النجمة الذهبية
- 2005: أحسن موسيقى تصويرية عن فيلم أطفال السيد ماتيو.

## وصلات خارجية
- برونو كولايس على موقع IMDb (الإنجليزية)
- برونو كولايس على موقع ألو سيني (الفرنسية)
- برونو كولايس على موقع ميوزك برينز (الإنجليزية)
- برونو كولايس على موقع أول موفي (الإنجليزية)
- برونو كولايس على موقع قاعدة بيانات الأفلام السويدية (السويدية)
- برونو كولايس على موقع أول ميوزيك (الإنجليزية)
- برونو كولايس على موقع ديسكوغز (الإنجليزية)
- برونو كولايس على موقع قاعدة بيانات الفيلم (الإنجليزية)
- برونو كولايس على موقع كينوبويسك (الروسية)

- موقعه الغير رسمي.